# Rzyszczów
Rzyszczów (ukr. Ржищів, Rżyszcziw) – miasto na Ukrainie w obwodzie kijowskim. Ośrodek przemysłu spożywczego.

## Historia

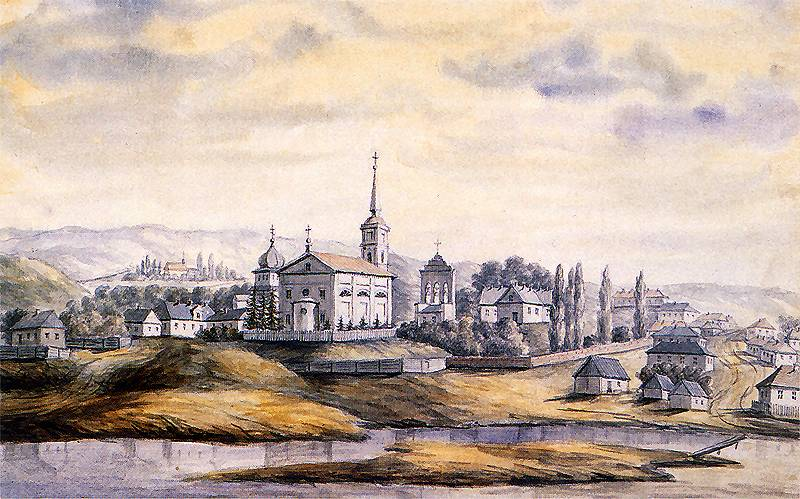
Katolicki kościół trynitarzy św. Trójcy ok. 1870 r.

W 1506 Zygmunt I Stary nadał Rzyszczowowi magdeburskie prawa miejskie. Miasto leżało w granicach województwa kijowskiego I Rzeczypospolitej. Eryk Lassota w 1594 r. zanotował, że położone koło przeprawy przez rzekę miasteczko było ufortyfikowane i był w nim zamek pana Chaleckiego. Na mapie Wilhelma Beauplana miasto zaznaczono jako Ryszow. W XVII w. dobra rzyszczowskie przeszły z rąk Chaleckich w posiadanie Woroniczów, a w 1644 Daniel Jerzy Woronicz je odsprzedał Januszowi Tyszkiewiczowi. W 1649 r. Rzyszczów zajęli Kozacy. Miejsce przeprawy armii króla Polski Jana Kazimierza Wazy w pochodzie na Moskwę 10 listopada 1664 r. W 1677 r. spalony przez Tatarów. Podczas buntu Janenka w 1678 r. Semen Samojłowicz obległ zamek, na którym bronił się Truszczenko, i po oblężeniu zdobył i spalił zamek. Po 1739 r. nowy właściciel starosta Stanisław Szczeniowski odbudował zamek, który jednak spalili hajdamacy w 1751 r. Pozostałości zamku były widoczne jeszcze w XIX w. i miejsce w którym stał określano jako Iwanhora, od Jana Kazimierza.
W 1793 Rzyszczów został zajęty przez Rosję w II rozbiorze Polski. Pod zaborami był siedzibą gminy Rzyszczów w powiecie kijowskim.

## Zabytki
- zamek (niezachowany)
- klasztor (niezachowany) – w 1763 roku założono klasztor Trynitarzy, którzy następnie zbudowali tu jednowieżowy kościół i trzyarkadową dzwonnicą[2]. W 1829 roku z funduszy Działyńskich wzniesiono murowany kościół katolicki.
- cerkiew św. Trójcy(inne języki) z lat 1853-1860 r.

## Osoby urodzone w Rzyszczowie
- Henryk Śmigielski (1911–1993) – profesor telekomunikacji Politechniki Warszawskiej.
- Lina Kostenko (ur. 1930) – ukraińska poetka

## Galeria

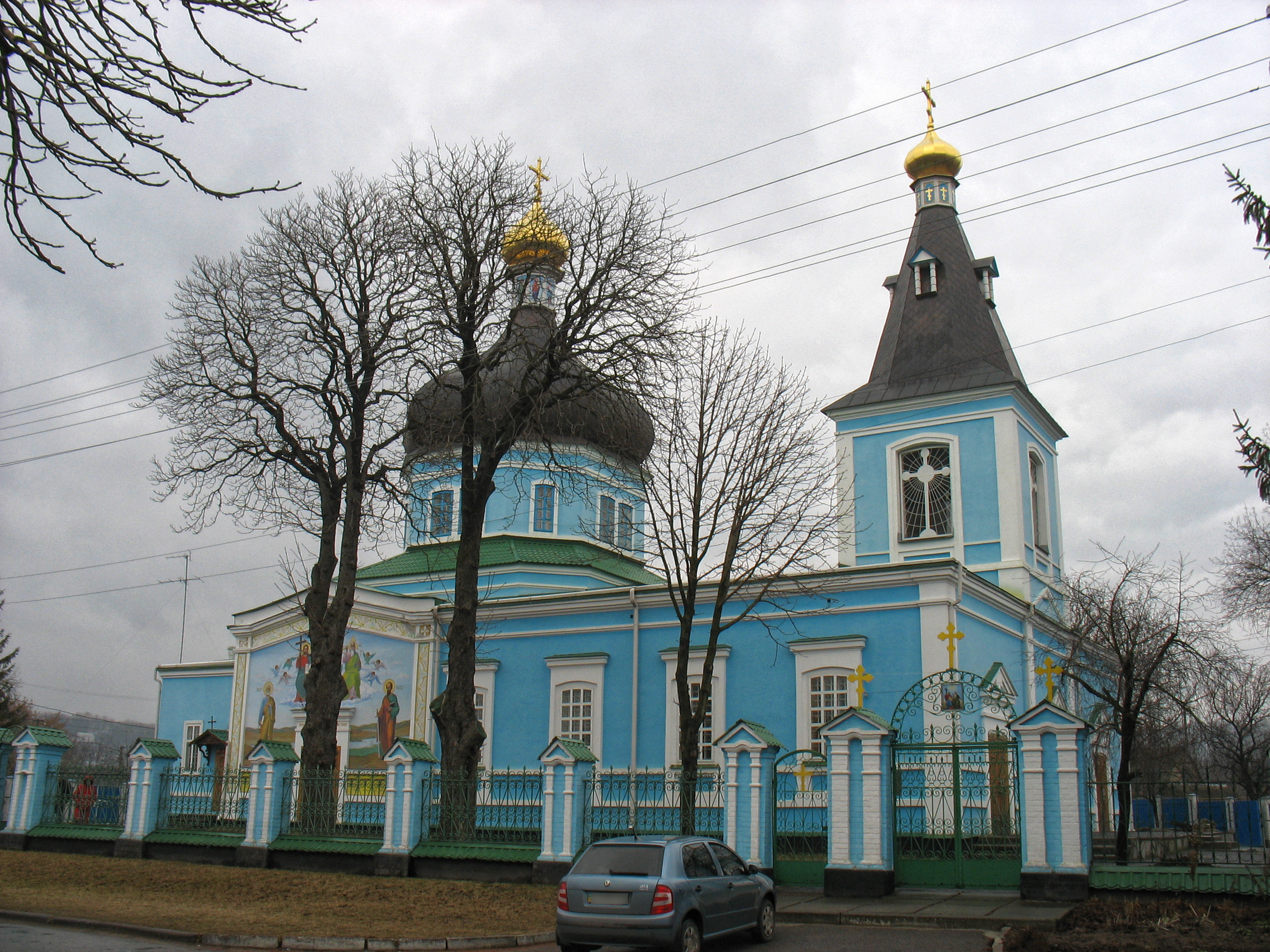
Cerkiew św. Trójcy
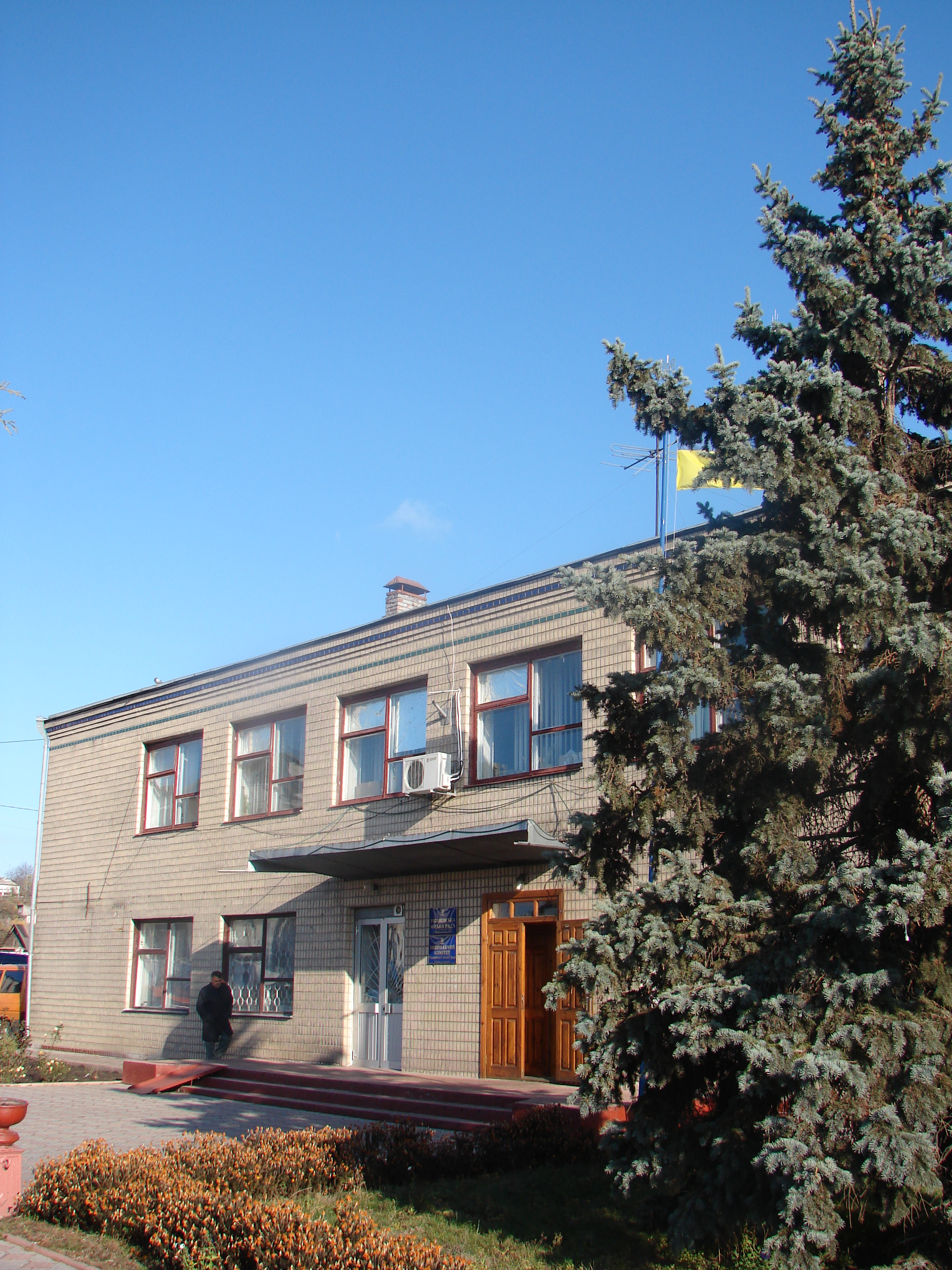
Rada miejska
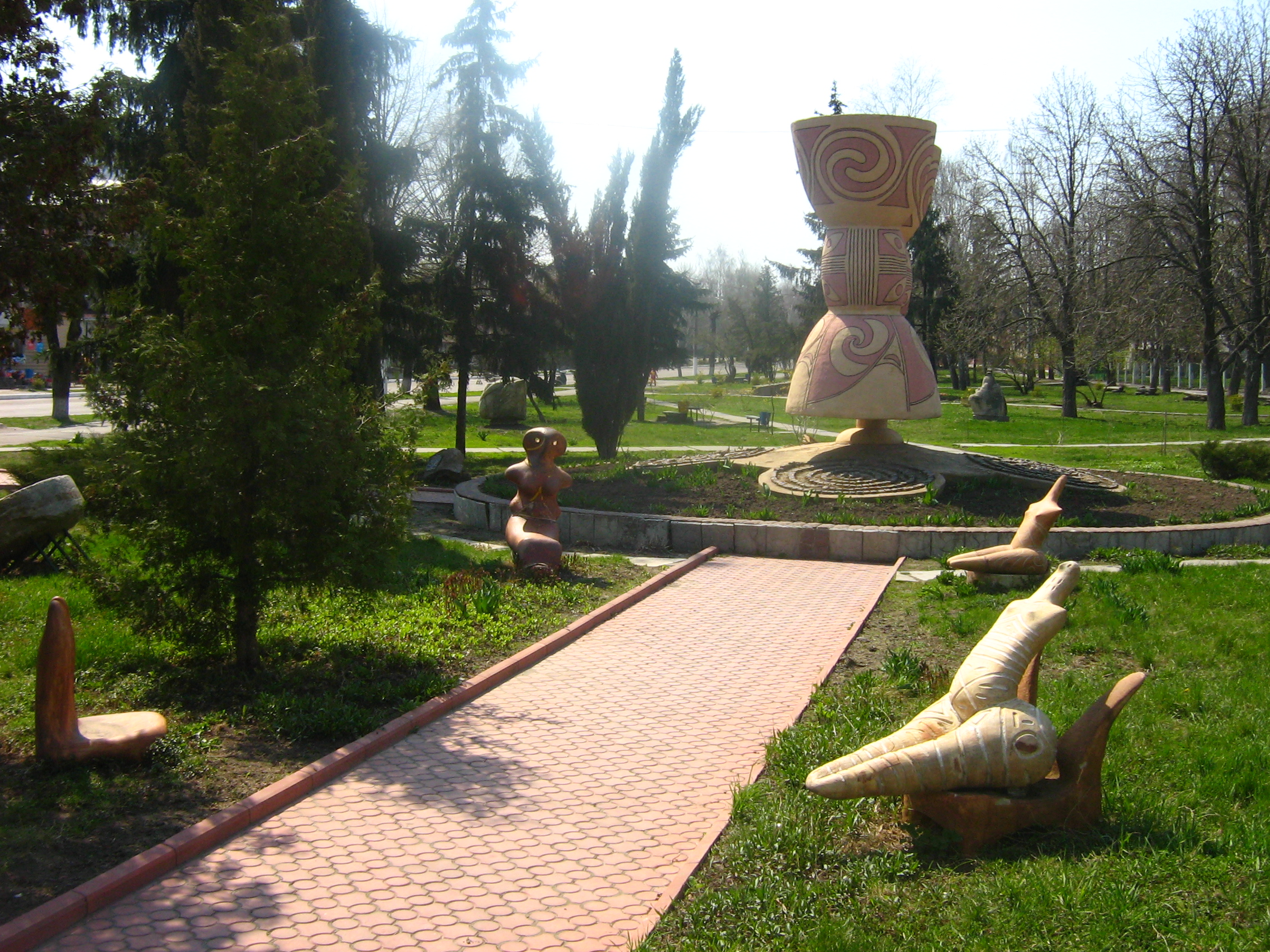
Кwadrat
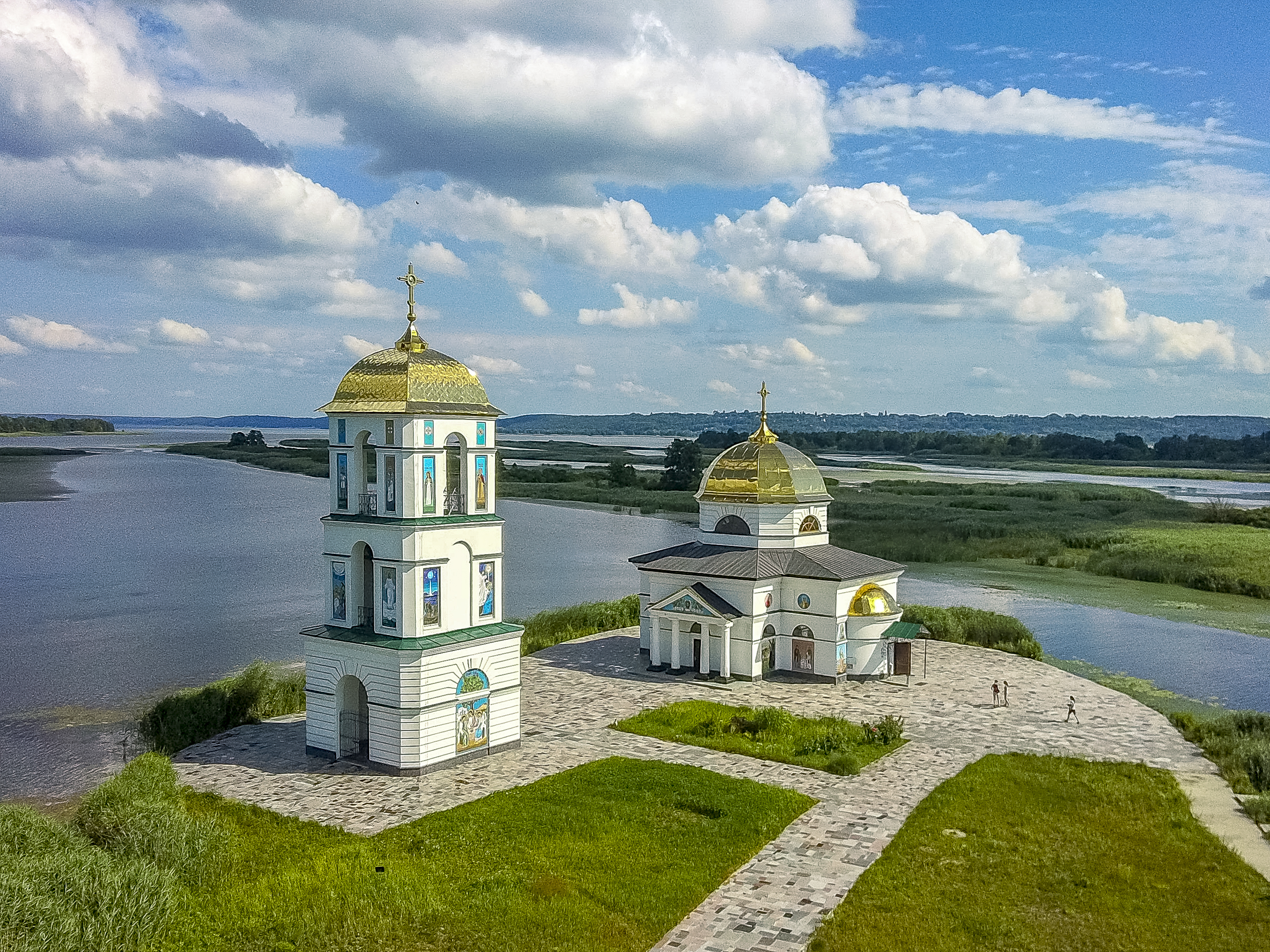
Cerkiew
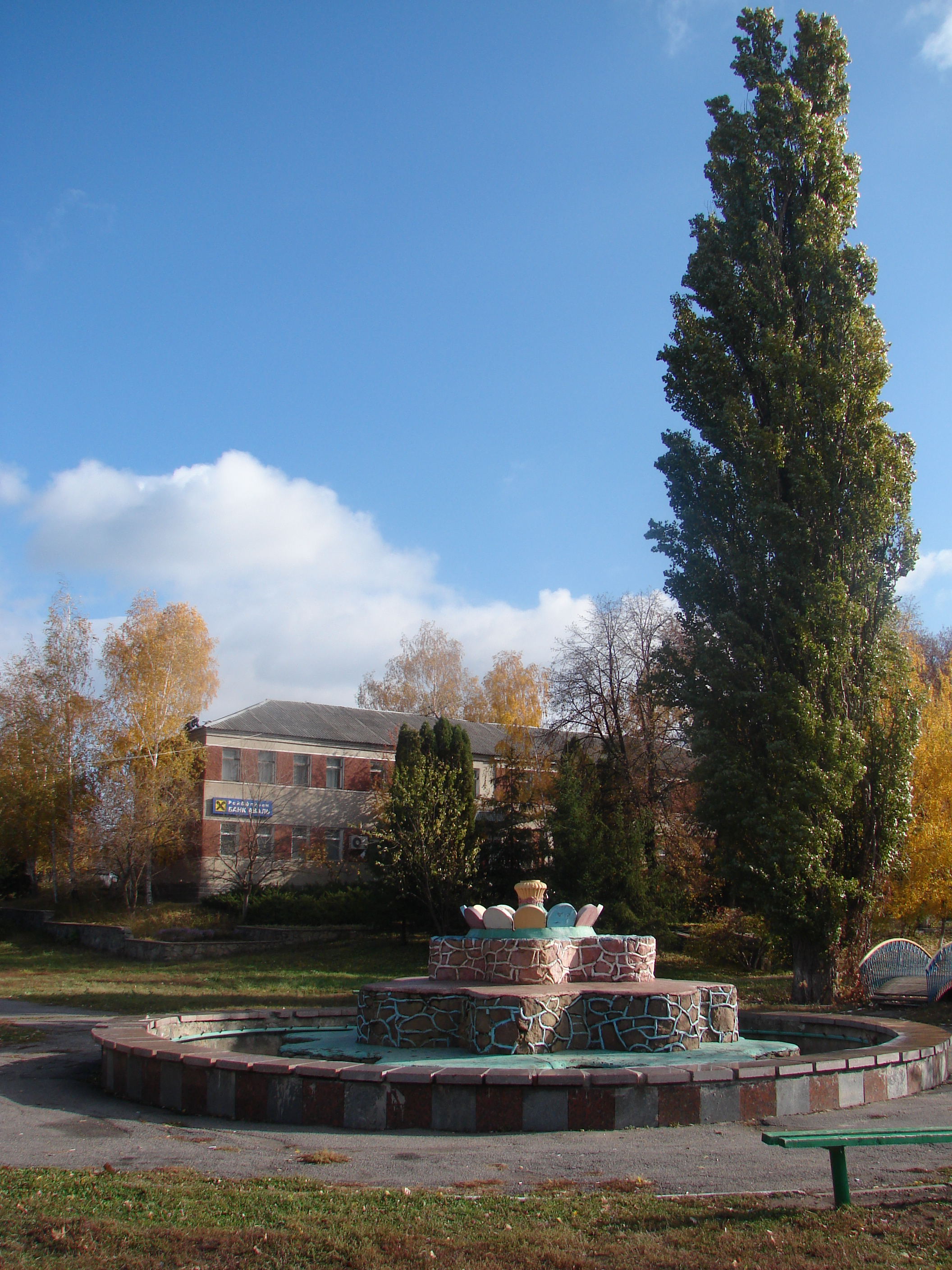
Konsystorz Trynitarzy (tzw. Dom Księdza). Stan w 2010 roku.